# Slobodna riječ (dnevni list, Zagreb)
Slobodna riječ je bio hrvatski dnevnik iz Zagreba. Izašle su prvi put listopada 1902., a prestale su izlaziti lipnja 1914. godine. Slobodna riječ nastavak je lista Nova sloboda. Slobodnu riječ uređivao je Vjekoslav Kokolj koji je bio i vlasnik. Odgovorni urednici i izdavači bili su:  Vilim Bukšeg, Stjepan Matačić, Slavko Henč, Stjepan Batt, Nikola Vukojević i Juraj Bukšeg. 
Bile su glasilo Socijaldemokratske stranke Hrvatske i Slavonije, a od 1912. glavno glasilo te stranke. Do 1907. list je izlazio kao polumjesečnik, a do 1908. triput mjesečno.
Izlazile su svakodnevno osim nedjeljom i blagdanom. 